# Antsirabe I
Antsirabe I is een district van Madagaskar in de regio Vakinankaratra dat geheel uit de stad Antsirabe bestaat. Het district telt 225.965 inwoners (2011) en heeft een oppervlakte van 144 km², verdeeld over 1 gemeente. 